# Lauterbach (Sarre)
Pour les articles homonymes, voir Lauterbach.
Lauterbach est un Ortsteil de la ville allemande de Völklingen en Sarre.

## Géographie
La localité, construite dans la vallée du même nom au cœur de l'importante forêt du Warndt, porte le nom de l'hydronyme du Lauterbach (ruisseau), un affluent gauche de la Rosselle, donc un sous-affluent du Rhin par la Sarre et la Moselle.

## Toponymie
Loderrbach (1490); Hof Luderbach (1543); Lauterbach (1708); Meyerei Lauterbach (1756); Loutrebach (1797); Lauterbach (1815).

## Histoire

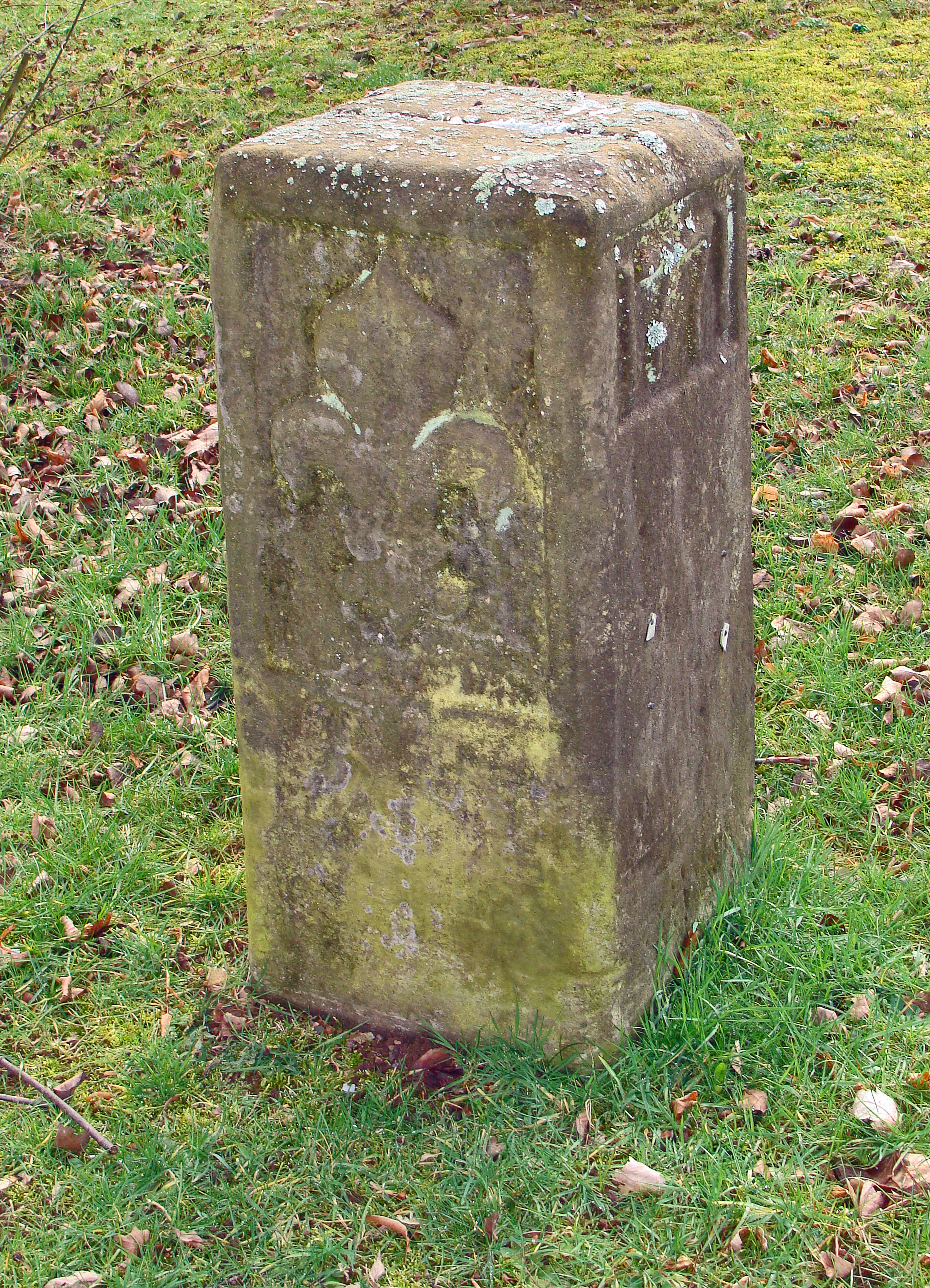
Le baron François-Marie-Claude Richard de Hautesierck (1713-1789) fit établir cette borne frontière portant fleur de lys près de la cité Bois-Richard de L'Hôpital (Moselle) qui porte son nom. Cette borne a été déplacée et se trouve actuellement placée près de l'église Sankt Paulinus de Lauterbach

La vallée du Lauterbach se situe près du passage de l’ancienne grande voie romaine de Metz-Mayence-Worms d'axe ouest-est et d'une seconde voie romaine de moindre importance d'axe sud-nord mais d'origine plus ancienne, correspondant à l'ancienne route celtique qui reliait les gisements salifères lorrains aux populations septentrionales et qui longe sa vallée. Vestiges romains. 
Le village de Lauterbach a été fondé par des verriers catholiques sur décision datée du 11 février 1707 prise par Ludwig Craft, comte de Nassau-Sarrebruck. En 1789 l'industrie verrière de Lauterbach s'arrête.
Sous l'administration française qui a suivi la Révolution française de 1789, Lauterbach était appelé Loutrebach (1797). En 1815, une partie importante de la vallée du Lauterbach (Lauterbach, Ludweiler, Geislautern et Völklingen) devient prussienne et Loutrebach reprend son nom de Lauterbach. 

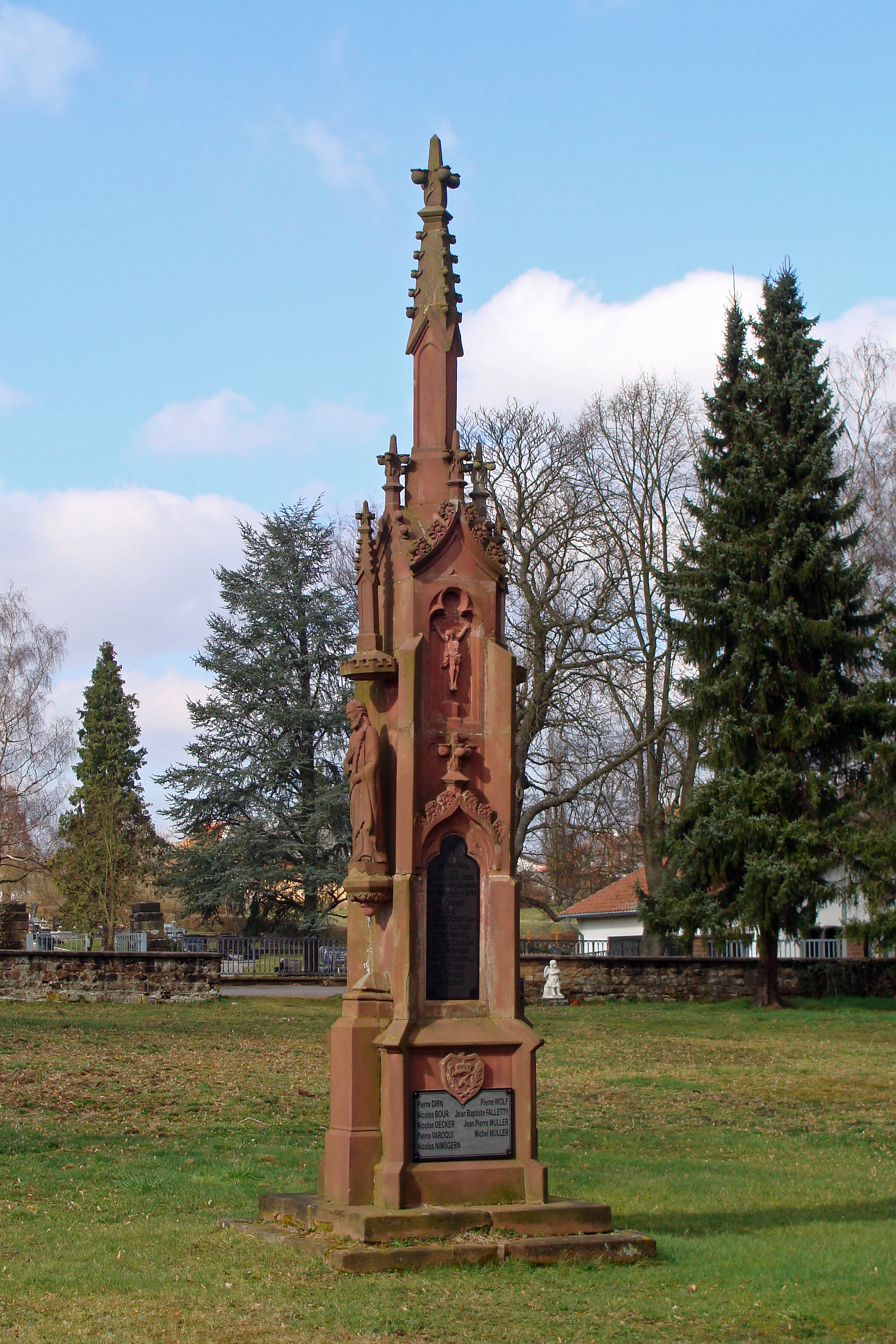
Monument érigé à Lauterbach en mémoire de la catastrophe minière de L'Hôpital (5 juillet 1876).

Le village se développe et ses habitants participent à l'expansion de l'industrie minière locale. Le 5 juillet 1876 se produit une importante catastrophe minière à L'Hôpital (Moselle) (France). Une explosion tue 35 mineurs sur le coup. 42 mineurs décèderont dont 26 mineurs originaires de Lauterbach. Il y aura en plus près de 50 blessés.  Un monument commémoratif est élevé près de l'église catholique Sankt Paulinus.
Le 23 octobre 1955 a lieu un référendum qui rejette les Accords de Paris. La Sarre, qui était française et les villes et le village qui en font partie comme le village de Lauterbach, réintègrent en 1957 la République fédérale d'Allemagne.
En 1969, le chancelier fédéral Willy Brandt (1913-1992) se rend en visite à Lauterbach.
Le 12 juillet 1978, à 14h25, une partie du village et la vallée du Lauterbach sont engloutis sous 1,50 mètre d’eau et de boue de cendre provenant de la rupture de la digue du bassin de décantation de la centrale Émile-Huchet qui sera à l'origine de la « marée grise » de Carling (France) et dans la vallée du Lauterbach. Il y aura un mort et des blessés. En quelques minutes, vers 14h30, la ville voisine de Carling et une partie du village de Lauterbach sont englouties sous cette masse d’eau et de boue de cendre provenant de la rupture de la digue du bassin de décantation de la centrale Émile-Huchet. Ce bassin retient environ 600 000 m3 de schlam qui reçoivent normalement les suies de la centrale. La digue du bassin de décantation de la centrale Émile-Huchet retient environ 600 000 m3 d’eau chargée de suie provenant des chaudières de la centrale. Une grande partie de cette digue cède, libérant 400 millions de litres d’eau qui ravagent tout d’abord une voie ferrée des Houillères du Bassin de Lorraine (HBL) avant de se répandre dans tout le centre de la ville de Carling puis touchent les localités de Lauterbach et de Ludweiler en Allemagne. Les habitants de Lauterbach voient une eau boueuse se répandre dans les rues. De nombreuses maisons sont touchées.
Lauterbach était une commune autonome jusque fin 1973, date de son rattachement à la ville de Völklingen.

## Patrimoine - Curiosités - Tourisme
- Le 19 juin 1994, inauguration du Sentier ou Chemin des Huguenots/Hugenottenweg, chemin de randonnée transfrontalier franco-allemand qui passe par une partie de la vallée verdoyante du Lauterbach. Ce sentier de randonnée reprend le chemin que devaient suivre de 1685 à 1787 les Huguenots en provenance de Courcelles-Chaussy pour se rendre au temple de Ludweiler en Sarre pour suivre le culte réformé et recevoir le baptême lors des persécutions religieuses touchant les protestants. Beaucoup de Huguenots français avaient alors trouvé refuge en Sarre et notamment à Ludweiler, village protestant fondé en 1604 par des calvinistes lorrains[2]. L'exercice du culte réformé était alors après la révocation de l'édit de Nantes, interdit en France. La « marche des Huguenots » a été inaugurée le 19 juin 1994 par les Mosellans et les Sarrois. Elle s’étale sur 48 km et traverse une région légèrement vallonnée au nord-est de la Moselle. Le balisage est représenté par des croix huguenotes bleues sur fond blanc en plus de panneaux d’informations installés à tous les carrefours importants : Courcelles-Chaussy, Boucheporn, Kleindal, Ambach, dans la forêt proche de Carling, à Creutzwald, à la frontière franco-allemande de Lauterbach et à l'étang du Warndtweiher (en Sarre). L'itinéraire débute à Courcelles-Chaussy et prend fin à l'église évangélique de Ludweiler . Une variante intègre une halte au temple protestant situé rue de Carling à L'Hôpital[3]. Sur le perron en grès de l'église évangélique de Ludweiler sont gravées l'inscription  « Résistez » (en français) ainsi que la croix huguenote. Une « marche des Huguenots » a traditionnellement lieu durant le mois de septembre au départ de la place de Condé à Creutzwald, en direction de Lauterbach[4]. Le sentier des Huguenots fait partie du circuit culturel de la grande région Sarre-Lorraine-Luxembourg. Dans les forêts traversées par le sentier, entre Carling, Saint-Avold, L'Hôpital, Diesen, Creutzwald et Lauterbach, diverses bornes anciennes. L'une d'entre elles est une borne d'origine romaine. Une borne frontière portant fleur de lys établie par le baron François-Marie-Claude Richard de Hautesierck (1713-1789) près de la cité Bois-Richard de L'Hôpital (Moselle) qui porte son nom, a été déplacée et se trouve actuellement placée près de l'église Sankt Paulinus, au centre du village de Lauterbach.

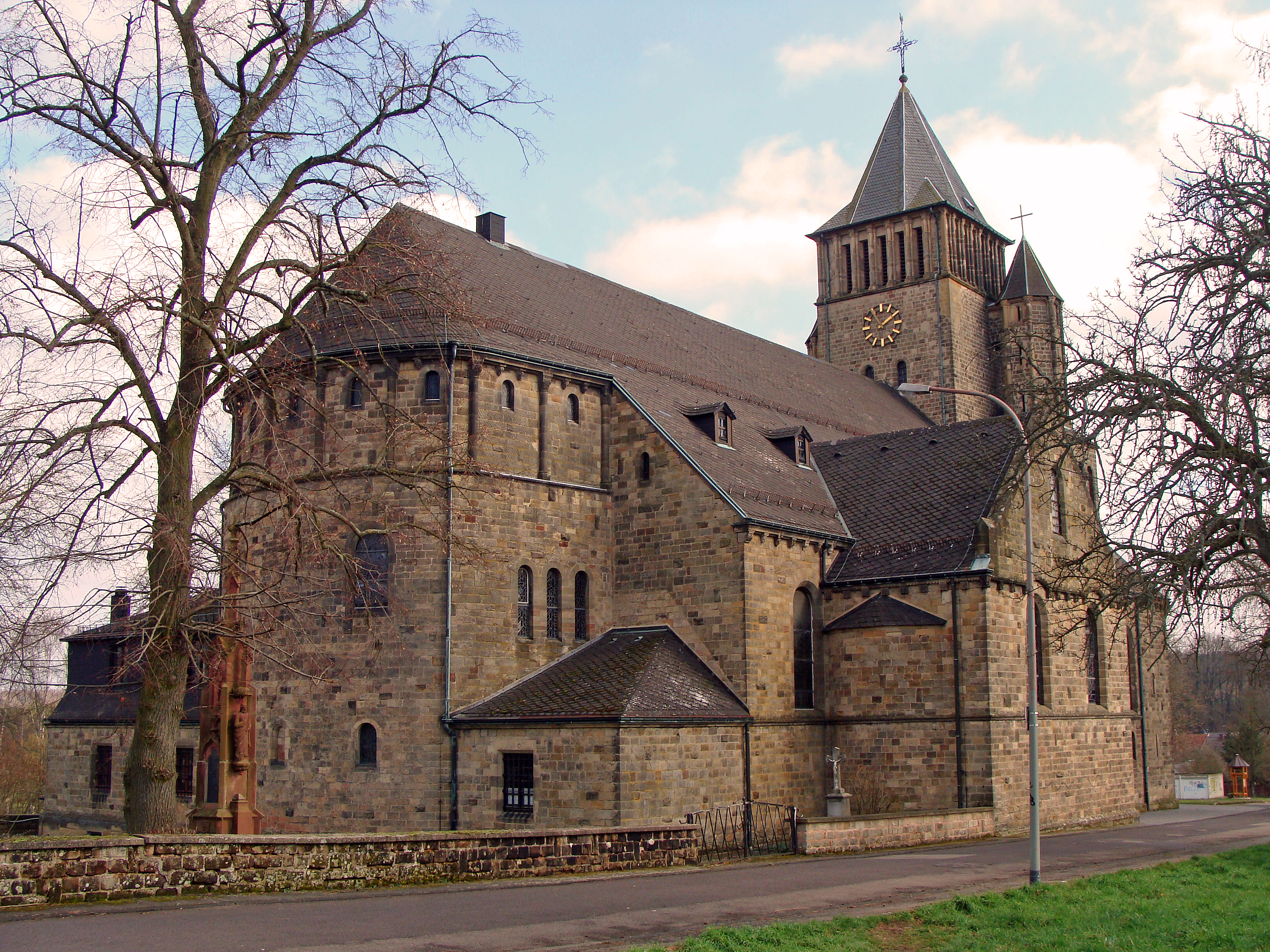
L'église Sankt Paulinus de Lauterbach (vue du chevet)

- Près de l’église catholique néo-romane de Lauterbach Sankt-Paulinus (reconstruite en 1911) appelée Warndtdom (ce qui signifie la cathédrale du Warndt), se trouve le monument en pierre érigé en mémoire des victimes de la catastrophe minière de L’Hôpital du 5 juillet 1876 survenue au puits Reumaux. 26 habitants du village de Lauterbach y laissèrent leur vie[5].  À l'intérieur de l'église se trouvent de grandes orgues datant de 1931 présentant 2500 tuyaux et 38 registres et deux autels latéraux baroques dédiés respectivement à la Vierge Marie et à saint Maurice, en provenance de l'ancienne église. Sous la tour de façade, se trouve une chapelle commémorative.
- Au centre de l’ancien village, se situe un calvaire datant de 1785[6].
- Dans la forêt de Lauterbach (par la sortie de la Köhlerstraße) le long de la L 277, avant le chemin de la Mühlenschneide, un important monument en grès en forme de prisme. Il porte sur sa partie avant la sculpture d'une croix entourée de deux sabots. L'origine du monument est liée à diverses légendes.
- Près du carrefour du Spittlerweg (le chemin de L'Hôpital) et de la route conduisant à Karlsbrunn, en pleine forêt, une croix de chemin.

## Galerie photographique

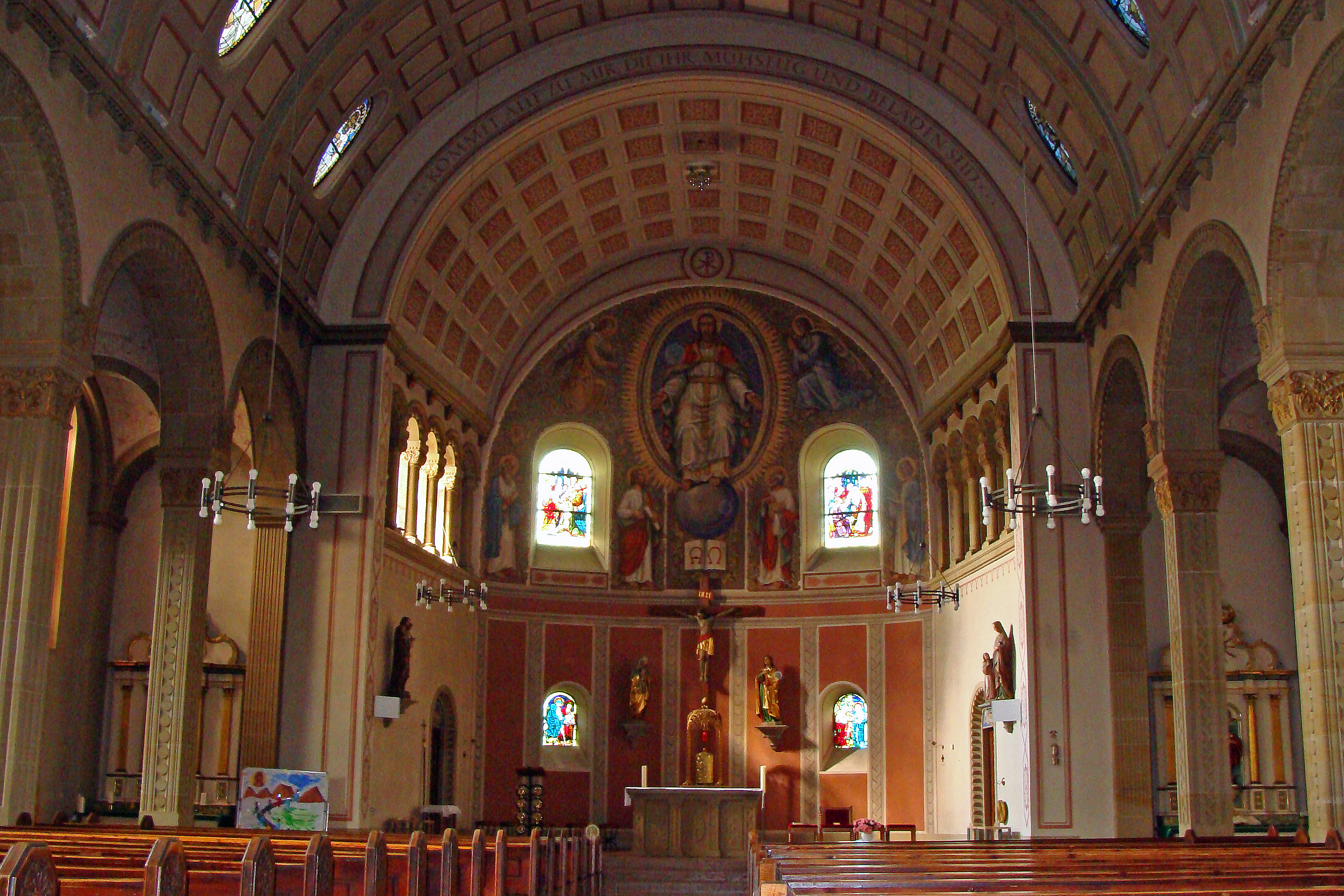
Église catholique Sankt Paulinus (intérieur)
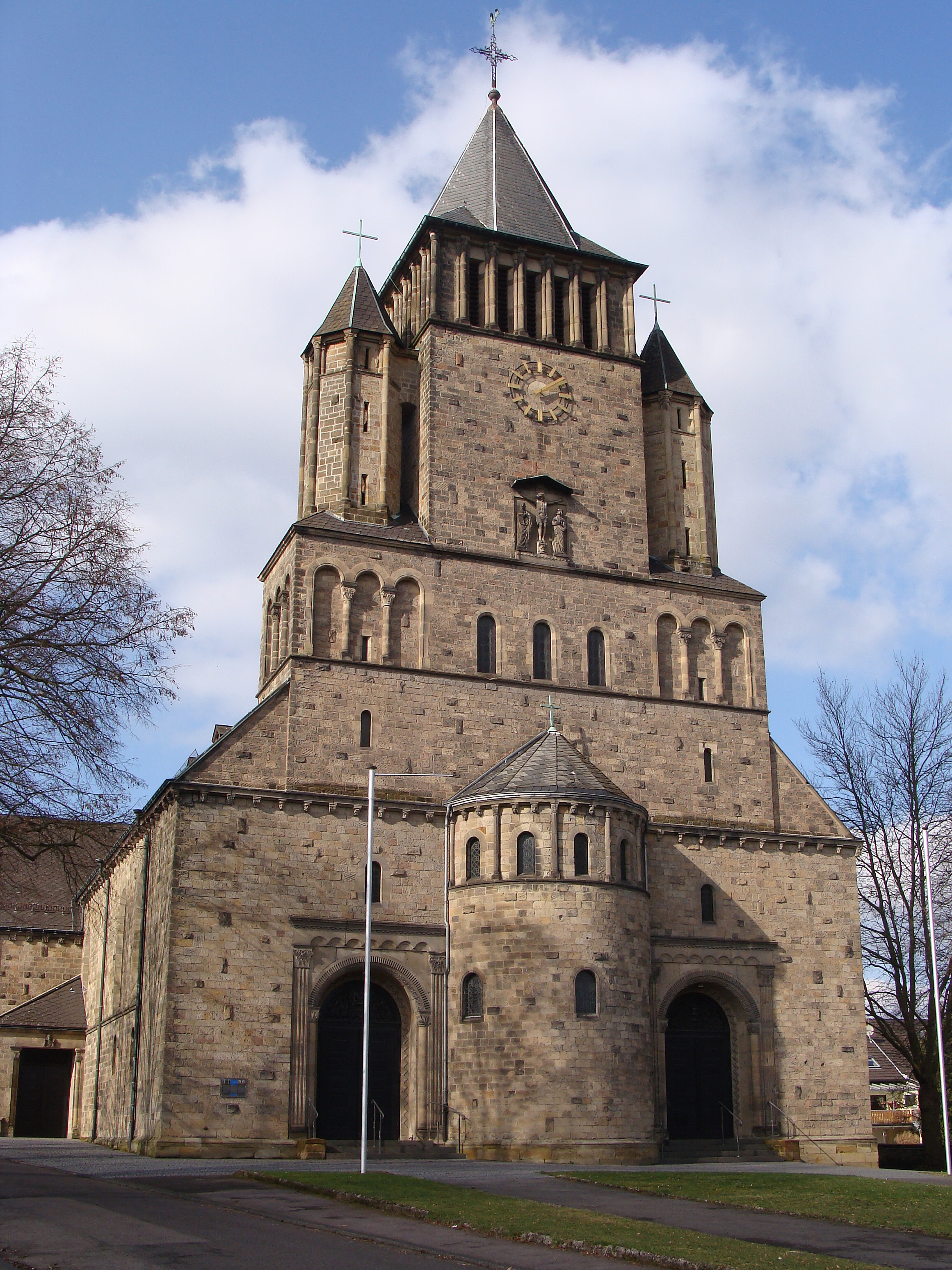
Église catholique Sankt Paulinus (façade)
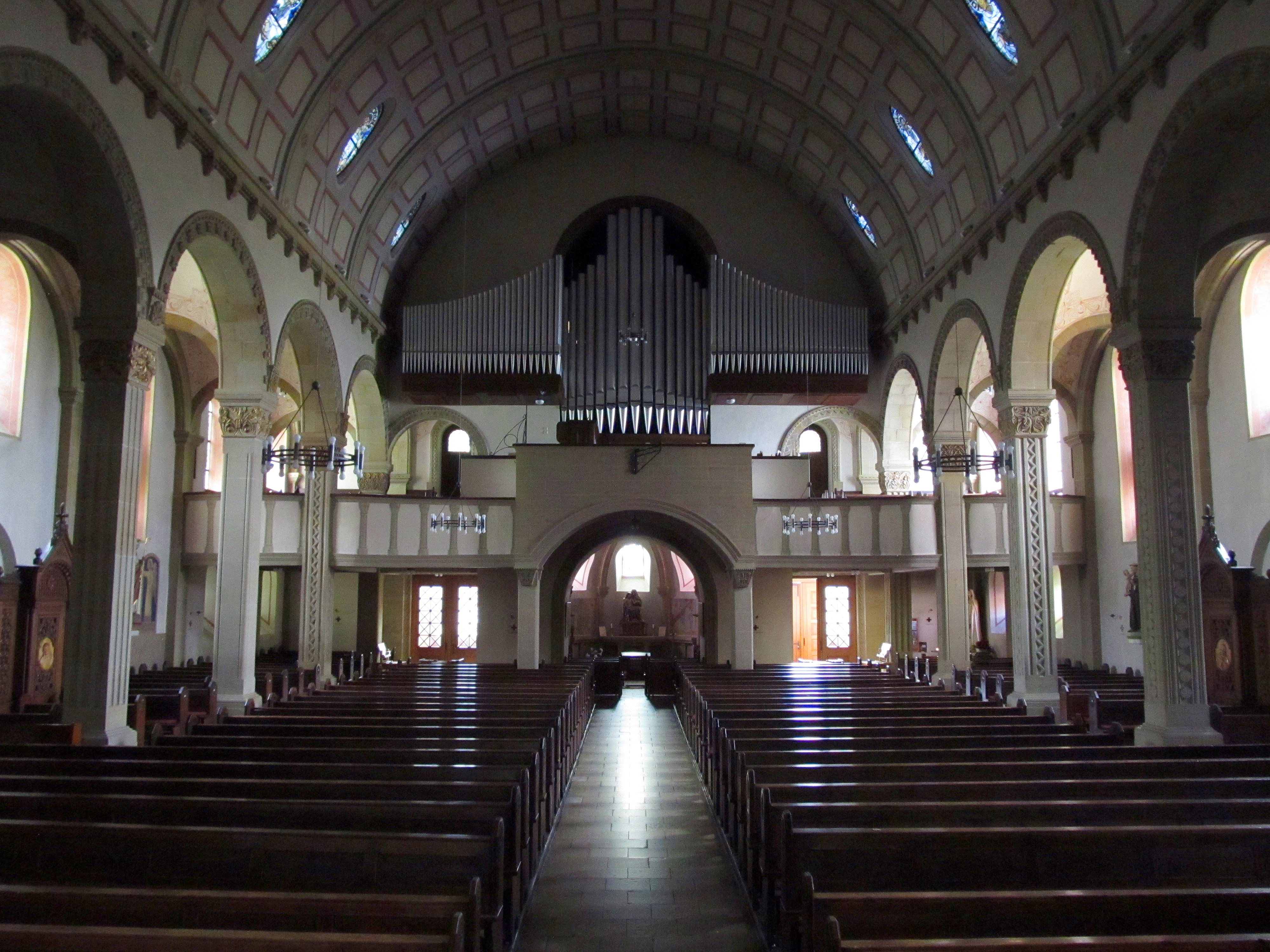
Église catholique Sankt Paulinus (intérieur avec orgue)
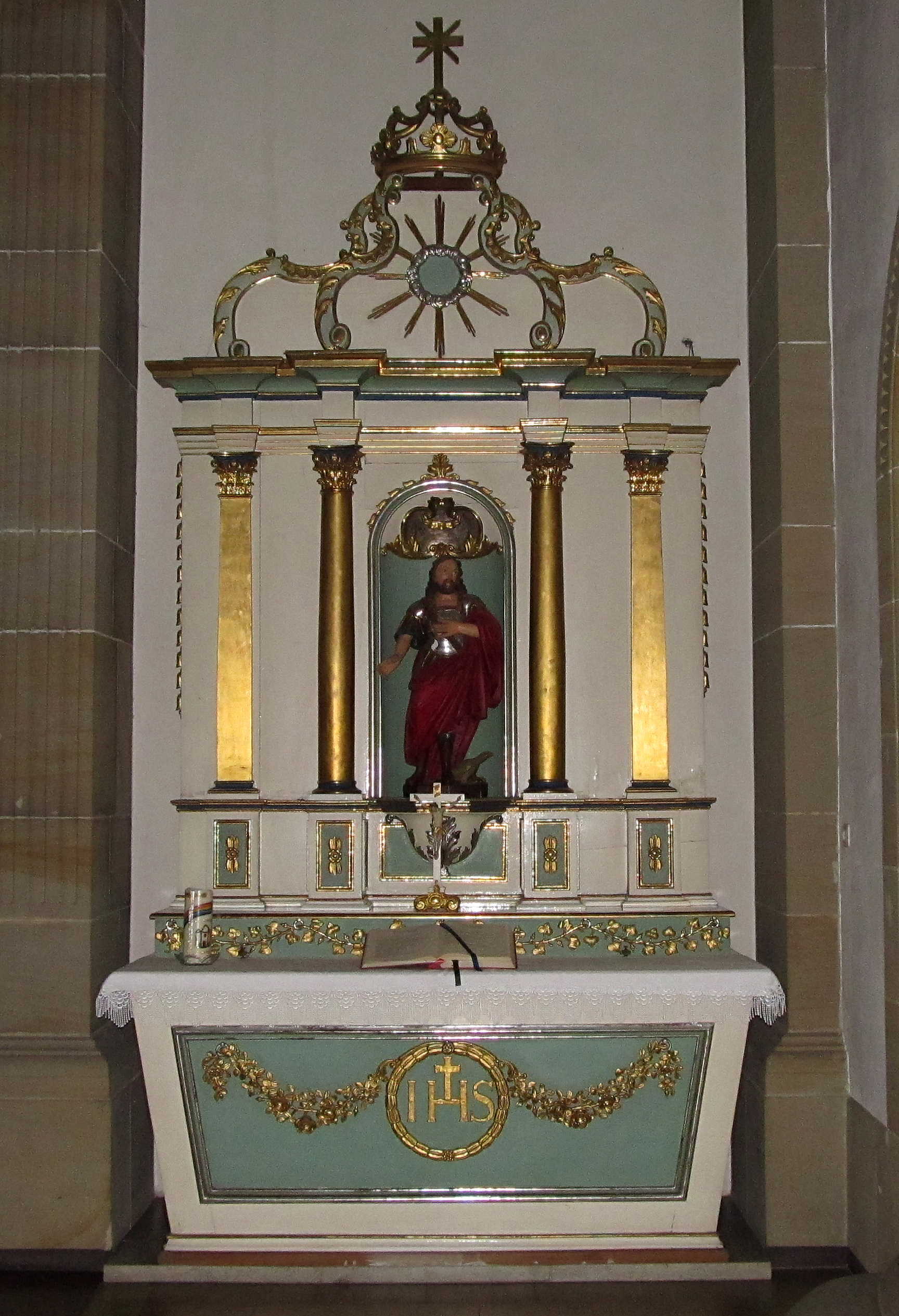
Église catholique Sankt Paulinus (autel latéral baroque dédié à saint Maurice)
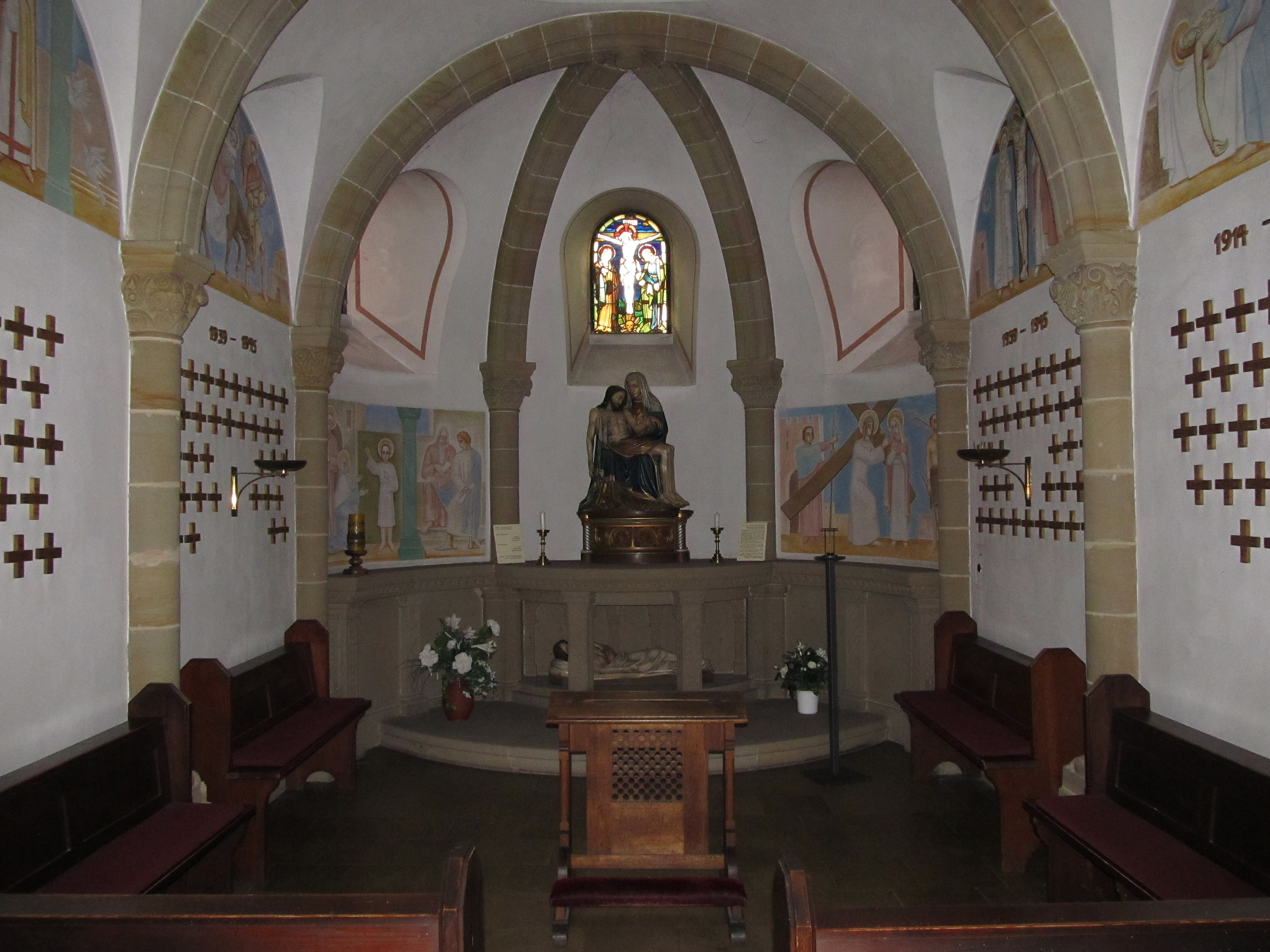
Église catholique Sankt Paulinus (chapelle commémorative)